# Sally Singhateh
Sally Sadie Singhateh (sinh năm 1977) là một nhà thơ và tiểu thuyết gia người Gambia.

## Công trinh

### Tiểu thuyết
- Cuộc khủng hoảng của Christie, 1988
- Rắc rối trẻ em, Nairobi
- Mặt trời sẽ sớm tỏa sáng, London: Athena Press, 2004